# Carlos Gruezo (football, 1995)
Pour les articles homonymes, voir Carlos Gruezo, Gruezo et Arboleda (homonymie).
Carlos Gruezo Arboleda, né le 19 avril 1995 à Santo Domingo, est un footballeur international équatorien. Il joue au poste de milieu défensif au LDU Quito.
Il est le fils du footballeur international équatorien Carlos Gruezo (en).

## Biographie

### En club
Le 23 janvier 2016, Gruezo rejoint la Major League Soccer et le FC Dallas après avoir passé une saison et demie avec le VfB Stuttgart.
Il est transféré du FC Augsbourg aux Earthquakes de San José le 31 janvier 2023 et retourne ainsi en MLS.

### En sélection
Il participe à la Coupe du monde des moins de 17 ans 2011 avec l'équipe d'Équateur.
En juin 2014, le sélectionneur Reinaldo Rueda annonce que Gruezo est retenu dans la liste des 23 joueurs pour jouer la Coupe du monde 2014 au Brésil.
Le 14 novembre 2022, il est sélectionné par Gustavo Alfaro pour participer à la Coupe du monde 2022. Il participe ainsi à son deuxième mondial.  

## Statistiques

### En sélection nationale
| Saison                | Sélection             | Phases finales          | Phases finales | Phases finales | Phases finales | Éliminatoires CDM | Éliminatoires CDM | Éliminatoires CDM | Matchs amicaux | Matchs amicaux | Matchs amicaux | Total | Total | Total |
| Saison                | Sélection             | Compétition             | M              | B              | Pd             | M                 | B                 | Pd                | M              | B              | Pd             | M     | B     | Pd    |
| --------------------- | --------------------- | ----------------------- | -------------- | -------------- | -------------- | ----------------- | ----------------- | ----------------- | -------------- | -------------- | -------------- | ----- | ----- | ----- |
| 2013-2014             | Équateur              | Coupe du monde 2014     | 2              | 0              | 0              | -                 | -                 | -                 | 3              | 0              | 0              | 5     | 0     | 0     |
| 2014-2015             | Équateur              | Copa América 2015       | -              | -              | -              | -                 | -                 | -                 | 4              | 0              | 0              | 4     | 0     | 0     |
| 2015-2016             | Équateur              | Copa América Centenario | 4              | 0              | 0              | -                 | -                 | -                 | 2              | 0              | 0              | 6     | 0     | 0     |
| 2016-2017             | Équateur              | -                       | -              | -              | -              | 2                 | 0                 | 0                 | -              | -              | -              | 2     | 0     | 0     |
| 2017-2018             | Équateur              | -                       | -              | -              | -              | 0                 | 0                 | 0                 | -              | -              | -              | 0     | 0     | 0     |
| 2018-2019             | Équateur              |                         | 2              | 0              | 0              | -                 | -                 | -                 | 7              | 0              | 0              | 9     | 0     | 0     |
| 2020-2021             | Équateur              | Copa América 2021       | 1              | 0              | 0              | 4                 | 1                 | 0                 | -              | -              | -              | 5     | 1     | 0     |
| 2021-2022             | Équateur              | -                       | -              | -              | -              | 12                | 0                 | 0                 | 2              | 0              | 0              | 14    | 0     | 0     |
| 2022-2023             | Équateur              | Coupe du monde 2022     | 1              | 0              | 0              | -                 | -                 | -                 | 3              | 0              | 0              | 4     | 0     | 0     |
| 2023-2024             | Équateur              | Copa América 2024       | 4              | 0              | 1              | 5                 | 0                 | 0                 | 5              | 0              | 0              | 14    | 0     | 1     |
| 2024-2025             | Équateur              | -                       | -              | -              | -              | 2                 | 0                 | 0                 | -              | -              | -              | 2     | 0     | 0     |
| Total sur la carrière | Total sur la carrière | Total sur la carrière   | 14             | 0              | 1              | 25                | 1                 | 0                 | 26             | 0              | 0              | 65    | 1     | 1     |

## Palmarès
- Champion d'Équateur en 2012 avec le Barcelona Sporting Club